# Municipio de Waldo (Dakota del Norte)
El municipio de Waldo (en inglés: Waldo Township) es un municipio ubicado en el condado de Richland en el estado estadounidense de Dakota del Norte. En el año 2010 tenía una población de 103 habitantes y una densidad poblacional de 1,12 personas por km².

## Geografía
El municipio de Waldo se encuentra ubicado en las coordenadas 46°3′52″N 96°48′50″O / 46.06444, -96.81389. Según la Oficina del Censo de los Estados Unidos, el municipio tiene una superficie total de 91.56 km², de la cual 91,45 km² corresponden a tierra firme y (0,12 %) 0,11 km² es agua.

## Demografía
Según el censo de 2010, había 103 personas residiendo en el municipio de Waldo. La densidad de población era de 1,12 hab./km². De los 103 habitantes, el municipio de Waldo estaba compuesto por el 100 % blancos. Del total de la población el 0 % eran hispanos o latinos de cualquier raza.